# Weiden Noordede
Weiden Noordede is een natuurgebied in de West-Vlaamse plaatsen Vlissegem en Stalhille.
Het gebied ligt ten zuiden van de N9 in het stroomgebied van de Noordede. 8 hectare is in bezit van het Agentschap voor Natuur en Bos. Weidevogels als tureluur en grutto broeden er.